# Jekyll & Hyde en Español
Jekyll & Hyde en Español es la versión en español del álbum del mismo nombre, lanzado por la legendaria banda de rock cristiano Petra. Fue lanzado en 2004 por Inpop Records. 
Las canciones fueron traducidas por Alejandro Allen, que había trabajado la traducción de canciones de Petra antes, cuando trabajaba en una producción mexicana titulada Colección Coral de Petra II.

## Lista de canciones
1. "Jekyll & Hyde" - 3:04
2. "¿Quién es tu conécte alla?" - 2:35
3. "Párate" - 3:19
4. "Lo que pudo ser" - 2:58
5. "Un mundo perfecto" - 3:13
6. "La prueba" - 3:01
7. "Te adoro" - 2:33
8. "Así es nuestra vida" - 3:27
9. "Moldéame" - 3:03
10. "Pacto de amor" - 3:50

## Personal

### Petra
- John Schlitt - Voz
- Bob Hartman - Guitarra
- Greg Bailey - Coros

### Músicos invitados
- Peter Furler - Batería
- Pablo Olivares - coros

## Producción
- Peter Furler - Productor